# V428 Большой Медведицы
V428 Большой Медведицы (лат. V428 Ursae Majoris) — двойная затменная переменная звезда типа Алголя (EA) в созвездии Большой Медведицы на расстоянии приблизительно 2675 световых лет (около 820 парсеков) от Солнца. Видимая звёздная величина звезды — от +12,8m до +11,9m. Орбитальный период — около 2,0297 суток.